# Gâmbia nos Jogos Olímpicos de Verão de 2000
A Gâmbia participou dos Jogos Olímpicos de Verão de 2000 em Sydney, Austrália.

## Resultos por evento

### Atletismo
100m masculino
- Pa Modou Gai
  1. Rodada 1 - 11.03 (não se classificou)[1]

800m feminino
- Adama N'Jie
  1. Rodada 1 - 02:07.90 (não se classificou)[2]